# 農場前駅
農場前駅（のうじょうまええき）は、北海道夕張市鹿島にあった三菱石炭鉱業大夕張鉄道線の駅（廃駅）である。大夕張ダム建設に伴う住民移転のため廃止されたが、ダム湖完成後、若干南大夕張駅方に寄ったほぼ同位置にシューパロ湖駅が設置された。

## 歴史
- 1946年（昭和21年）2月1日：食料増産の為第2農場前臨時乗降場として設置。
- 1950年（昭和25年）11月1日：農場前臨時乗降場と改称。
- 1957年（昭和32年）2月1日：大夕張ダム建設に伴い廃止。

## 駅構造
単式ホーム1面1線を有する地上駅であった。

## 現状
シューパロ湖駅跡地とその周辺は2014年3月、夕張シューパロダムの試験湛水開始により水没した。

## 隣の駅
三菱石炭鉱業
大夕張鉄道線
南大夕張駅 - 農場前駅 - 明石町駅